# Umm al-Fahm
Umm al-Fahm ou Um-el-Fahim (em árabe mãe do carvão) é uma cidade em Israel, na sub-divisão de Haifa, com população árabe. A cidade está situada nas montanhas da Samaria, perto do rio Wadi Ara.